# Macaroni

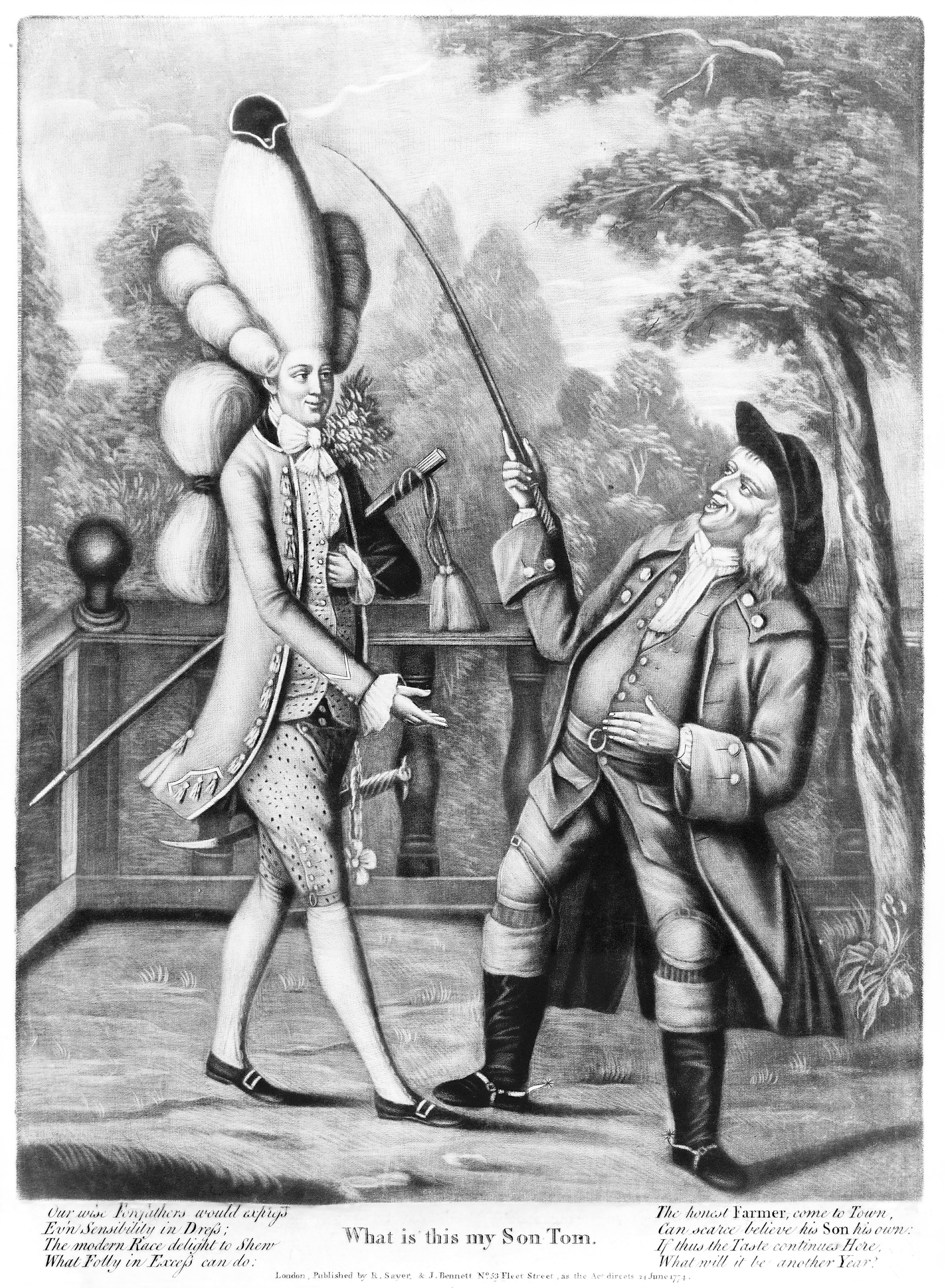
"What! Is this my son Tom?", 1774

Macaroni designava na Inglaterra de meados do século XVIII um homem obcecado com a moda que se vestia e falava de um modo efeminado. Era um termo utilizado de forma pejorativa contra as pessoas que excediam os limites convencionais da moda da época.
A canção Yankee Doodle, originária dos tempos da Revolução Americana, contém um verso que faz referência aos Macaroni.